# Pier della Vigna
del cor di Federigo, e che le volsi,
serrando e disserrando, sì soavi,
che dal secreto suo quasi ogn'uom tolsi;
fede portai al glorïoso offizio,
tanto ch'i' ne perde' li sonni e ' polsi.»
(Dante Alighieri, Divina Commedia, Inferno, Canto XIII, vv. 58-63)
Pier della Vigna, noto anche come Pier delle Vigne (in latino Petrus de Vinea; Capua, 1190 circa – San Miniato, 1249), è stato un politico, funzionario e letterato italiano del Regno di Sicilia, ritenuto tra i più grandi maestri dell'ars dictandi.

## Biografia
Nasce a Capua, intorno al 1190, da una famiglia piuttosto disagiata. Seppur l'astrologo Guido Bonatti ed Enrico d'Isernia lo descrissero come un giovane costretto a mendicare per pagarsi gli studi, è più sicuro dire che suo padre fosse un certo Angelus de Vinea, magister (quindi giudice) nella città di Capua, carica spettabile nella consuetudine del tempo al membro di una famiglia benestante, come nel possibile caso della famiglia di Pietro, ma che alla nascita di questi essi si trovassero in ristrettezze economiche. È anche probabile che frequentò lo Studium di Bologna, dove potrebbe essere stato allievo di Bene da Firenze, come potrebbe forse dedursi da una lettera in cui Terrisio d'Atina esprimeva a studenti e professori dell'Università di Bologna il cordoglio per la morte del maestro Bene.
Iniziò la sua carriera nel 1220 come notaio (tabellione) al servizio dell'imperatore Federico II di Svevia (ma è dal 1224 che è menzionato per la prima volta giudice della Magna Curia imperiale). In questa veste, Pier della Vigna faceva parte di quell'insieme di notai, letterati e calligrafi, ovvero di dictatores, che redigevano documenti, ma soprattutto lettere e circolari dell'imperatore. Tali lettere risultano tra le testimonianze più rilevanti dello stilus supremus (salvatorstil), quello stile elegante e solenne sorto in Francia nel XII secolo e poi fatto proprio dalla Curia pontificia e da quella federiciana, e che sarà ripreso nel tardo-medioevo. Fu impegnato anche attivamente nella vita culturale del cenacolo federiciano. Fu infatti in contatto con il medico e filosofo Teodoro d'Antiochia e con altri scienziati, e nelle sue lettere si ritrovano osservazioni di contenuto filosofico e teologico. Si spese anche per lo sviluppo e poi per la protezione dell'Università di Napoli, e probabilmente nel 1224 realizzò la lettera circolare che sanciva la fondazione dell'istituzione.
Nel 1224-25 fu quindi giudice imperiale, una carica per la quale si vedrà affidare diverse missioni diplomatiche. Dal 1239 ricoprì la carica di logoteta (anche se vi compare a capo dell'ufficio nei Regesta Imperii solo dal 1243), ovvero di superiore di tutti i notai e custode dei sigilli dell'Impero (protonotario). Aveva inoltre il compito di annunciare ai regnicoli i proclami emessi dall'imperatore. Tenne l'incarico di "gran giudice della corte imperiale" fino al 1246, ricoprendo un ruolo di rilievo presso il supremo tribunale. In questo ruolo fece parte della commissione che presiedette alla realizzazione delle Costituzioni di Melfi (1231), codice legislativo emanato da Federico II nel castello della città lucana, considerata tra le più importanti codificazioni della storia del diritto.
Dal 1230 fino alla fine della sua carriera fu attivo nel campo diplomatico come ambasciatore imperiale presso la corte papale e i comuni del nord Italia. L'acme della sua carriera diplomatica coincise con il suo soggiorno in Inghilterra nel febbraio-maggio del 1235, durante il quale registrò nella veste di procuratore il matrimonio fra l'imperatore e Isabella, sorella di re Enrico III (per ringraziarlo il re, nominandolo suo vassallo, gli assegnò una rendita annuale di 40 lire d'argento). Nel corso della sua carriera di alto funzionario di corte accumulò un vasto patrimonio (terreni e residenze a Capua, Napoli, Aversa, Foggia e in Terra di Lavoro) e tentò di rafforzare la posizione della propria famiglia.
Tutte le ipotesi sulla sua caduta in disgrazia e sulla sua morte sono da considerare mere congetture. Tuttavia, in una lettera indirizzata al genero, conte Riccardo di Caserta, Federico riferisce di lui che ha "trasformato il bastone della giustizia in un serpente", recando pericolo e danno all'impero. A detta dell'imperatore, insomma, si sarebbe macchiato di corruzione, denunciando come nemici dello stato persone innocenti per poterne confiscare i beni. Va detto che la diffusione della fama di vittima di Pier della Vigna va fatta risalire a un tempo successivo alla fine della dinastia sveva, tanto più che i giudizi dei contemporanei (Matteo Paris o Salimbene de Adam) [1] insistono sulle sue attività proditorie e sui suoi contatti col papa Innocenzo IV. La questione rimane ad ogni modo aperta e i giudizi di colpevolezza e innocenza andrebbero rivisti alla luce del contesto storico di forte contrapposizione del tempo e a seconda quindi se provengano dalla fazione ghibellina o da quella filo-papale.
Fu arrestato a Cremona nel febbraio del 1249 come traditore (proditor). I motivi dell'arresto non sono mai stati chiariti: si è ipotizzata una congiura o un'accusa di corruzione. Fu fatto accecare per mezzo di un ferro ardente da Federico II a Pontremoli nella Piazzetta di San Geminiano. Secondo il pisano Francesco da Buti, commentatore della Commedia, fu portato in prigionia a San Miniato, dove si suicidò sbattendo volontariamente la testa contro la parete della cella. Non è noto il luogo della sua sepoltura: secondo alcune fonti tardive, fu sepolto nella chiesa di Sant'Andrea Forisportam a Pisa. Nel giugno del 1249 il suo posto alla direzione della Cancelleria regia venne dato Gualtiero da Ocre, facendo risalire quindi la morte di Pietro attorno alla tarda primavera di quell'anno.

## Opere
Pier della Vigna è considerato uno dei massimi esponenti della prosa latina medievale; la sua opera più nota è l'Epistolario latino, nel quale applica i precetti della retorica delle artes dictandi. L'opera, costituì un nuovo modello retorico per le cancellerie, in sostituzione di quello costituito dalle Variae di Cassiodoro (VI secolo) fu tramandata da centoventicinque codici, per un totale di cinquecentocinquanta documenti di diversa natura. La documentazione, che comprese epistole, mandati, manifesti e missive che vanno dal 1198 al 1264, nonché altrettanti frammenti, singole lettere e florilegi successivi, fu raccolta e tramandata sistematicamente in sei libri. L’epistolario, inoltre, non fu ordinato secondo una successione temporale, ma in base al contenuto dei libri: nel libro I si trovano scritti polemici riguardanti lo scontro tra l’imperatore Federico II di Svevia e la corte pontificia, situazione in cui il logoteta assunse una posizione chiave; nel libro II narrazioni belliche; missive di argomento privato, scritti sulla nascita dei figli dell’Imperatore e descrizioni dello Studium di Napoli nel libro III; composizione filosofico-letterarie di carattere consolatorio, dette consolationes nel libro IV; nel libro V documenti di carattere amministrativo e, infine, nel libro VI una raccolta di privilegi. Questi testi godettero fin da subito di una rapida diffusione perché furono archetipi di dictamina, ovvero exempla usati dall'ars dictaminis, decontestualizzati e usati a fine didattico, nonché prototipi di quello stilus altus o supremus, sorto in Francia nel XII secolo e che Pier della Vigna ricreò con sontuosità sul piano stilistico. L’Epistolario fu l’esempio di come la cancelleria federiciana, sotto l’attenta guida di Pier della Vigna, divenne un "scrittorio ben organizzato”, una culla intellettuale di erudizione e di sapere, un organo amministrativo d’avanguardia. In quanto strumento di lotta, quest’opera contrastò la diplomazia papale da un punto di vista cancelleresco; permise di ricostruire le vicende politico-istituzionali della corte sveva e offrì esempi delle enunciazioni filosofiche dell’epoca sulla genesi e carattere del potere imperiale.
Ha dato un contributo anche allo sviluppo del volgare di scuola siciliana con alcune canzoni, anche se solamente due sono a lui attribuibili con certezza, ed un sonetto di corrispondenza con Jacopo da Lentini e Jacopo Mostacci sulla natura dell'amore.

## Nella letteratura
(Dante Alighieri, Inferno XIII, 70-72)

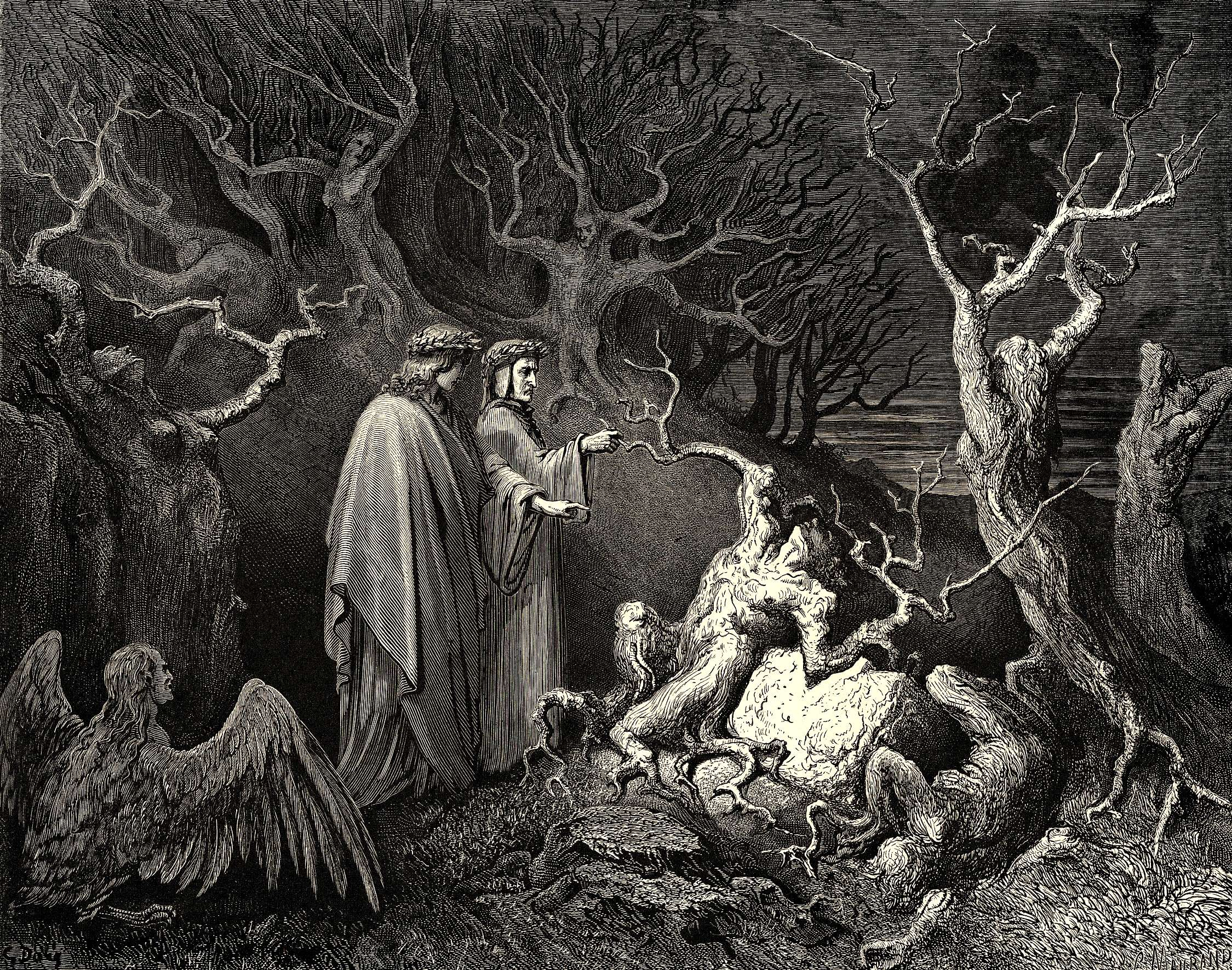
Dante e Virgilio incontrano Pier della Vigna nella Selva dei Suicidi nel XIII Canto dell'Inferno.

Pier della Vigna è noto per essere citato nella Divina Commedia, precisamente nel XIII canto dell'Inferno. Dante Alighieri, ponendolo nella selva dei suicidi del secondo girone del settimo cerchio, lo assolve dall'accusa di aver tradito l'imperatore. Egli, insieme ai suicidi, è condannato ad essere un arbusto secco per l'eternità e anche dopo il giorno del giudizio non potrà tornare nel suo corpo.